# Bagarre de parlementaires

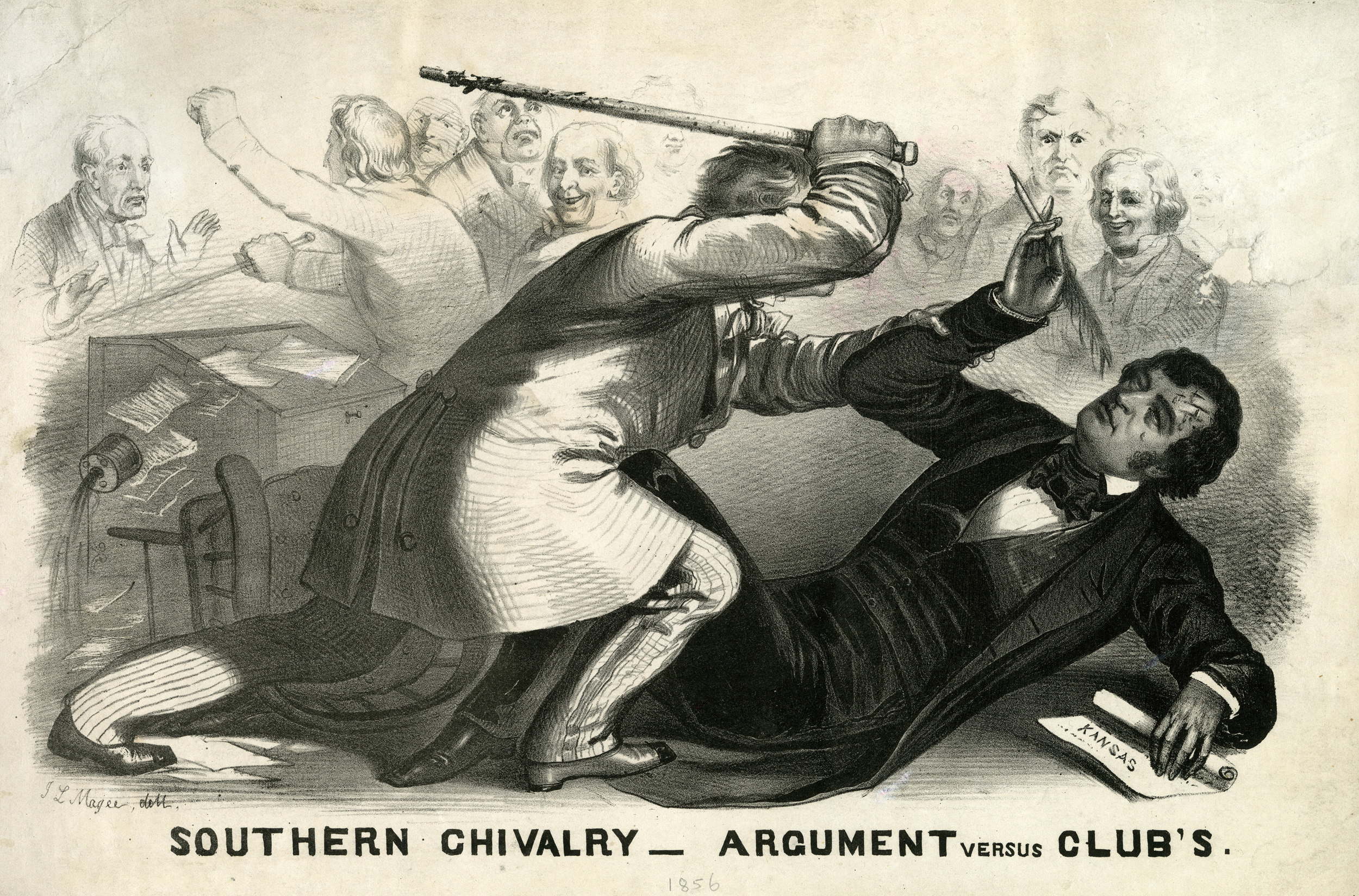
Dessin représentant l'attaque du membre du Congrès Preston Brooks contre son collègue Charles Sumner en 1856.

Une bagarre de parlementaires est un combat mettant en œuvre une forme de violence physique entre membres d'un même parlement au sein de l'édifice qui les accueille. Alors que l'institution est censée permettre l'expression des différents avis dans le calme, il arrive que de telles bagarres se produisent, souvent déclenchées par des débats déjà houleux.

## Quelques exemples par pays
Ci-dessous sont ainsi listés divers exemples de violences ou bagarres entre des parlementaires de différents pays classés par ordre alphabétique, étant entendu que cette dernière n'est pas exhaustive.

### Afrique du Sud
Le 17 mai 2016, des incidents ont lieu au sein de l'Assemblée nationale, en Afrique du Sud, pour la deuxième fois en deux semaines.

### Égypte
En février 2016, en Égypte, Kamal Ahmed jette une chaussure à Tawfiq Okacha pour avoir accueilli l'ambassadeur d'Israël Haim Koren.

### France
Le 11 janvier 1921, au palais Bourbon, le député communiste Alexandre Blanc gifle Léon Daudet, qui riposte alors en lui assénant un coup de poing,.
En septembre 1939, bien que le Parti communiste français ait été dissout, Charles Michels, André Mercier, Raymond Guyot et Fernand Grenier se rendent le 9 janvier 1940 à la séance d'ouverture de la Chambre des députés. Leur présence provoque alors une bagarre et leur expulsion de l'enceinte de l'hémicycle.

### Japon
Le 17 septembre 2015, une bagarre éclate à la Chambre des conseillers avant l'adoption d'une loi autorisant l'envoi de militaires pour aider un pays allié.

### Jordanie
Le 28 décembre 2021, une bagarre éclate à l'Assemblée nationale lors d'un débat sur l'égalité hommes-femmes dans le cadre d'une réforme de la Constitution.

### Taïwan
Le 2 août 2013, une bagarre éclate au Yuan législatif lors d'un débat pour un référendum sur la question de la construction d'une quatrième centrale nucléaire (en l'occurrence celle de Lungmen),.

### Ukraine
De nombreuses bagarres ont pu avoir lieu au sein de la Rada d'Ukraine.
Le 24 mai 2012, une bagarre éclate à cause d'un projet de loi sur le statut de la langue russe en Ukraine. Le gouvernement a appelé le lendemain à des élections législatives anticipées.
Le 22 juillet 2014, une bagarre éclate lors d'un débat à propos de l'intervention de l'armée dans l'est du pays.